# Разделци
Разделци (болг. Разделци) — село в Болгарии. Находится в Тырговиштской области, входит в общину Антоново. Население составляет 171 человек (2022).

## Политическая ситуация
В местном кметстве Разделци, в состав которого входит Разделци, должность кмета (старосты) исполняет Хюсеин  Османов Хюсеинов (Болгарская социалистическая партия (БСП)) по результатам выборов правления кметства.
Кмет (мэр) общины Антоново — Танер Мехмед Али Движение за права и свободы (ДПС)) по результатам выборов в правление общины.